# Alianza Democrática de Chile
De Alianza Democrática de Chili (Nederlands: Democratische Alliantie van Chili) was een alliantie van (centrum)linkse politieke partijen in Chili. De alliantie bestond van 1942 tot 1947.
De Alianza Democrática was de opvolger van het Frente Popular (Volksfront) dat bestond van 1936 tot 1941. De volgende politieke partijen waren aangesloten bij de Alianza Democrática:
- Partido Radical (links-liberaal)
- Partido Socialista de Chile (democratisch socialistisch)
- Partido Comunista de Chile (communistisch)
- Partido Democrático (sociaaldemocratisch, links-liberaal)
- Falange Nacional (christendemocratisch)
- Partido Socialista de Trabajadores (links-socialistisch, communistisch)

De laatste partij hield in 1944 op te bestaan toen de partijleden zich aansloten bij de communistische partij. 
De presidentskandidaat van de Alianza Democrática, Gabriel González Videla (PR), werd in 1946 tot president van Chili gekozen. Na de gemeenteraadsverkiezingen van 1947 werd het Frente Popular opgeheven, mede omdat de communistische partij werd verboden.
In 1956 werd de Frente de Acción Popular (Front van de Volksactie) opgericht als alliantie van linkse partijen onder leiding van de socialistische partij van Salvador Allende en geldt als de opvolger van de Alianza Democrática. 